# Sainte-Adresse

Sainte-Adresse este o comună în departamentul Seine-Maritime, Franța. În 1 ianuarie 2022 avea o populație de 7.015 de locuitori.